# Vladimír Perexta
Vladimír Perexta (* 13. ledna 1990, Michalovce, Československo) je slovenský fotbalový obránce, hráč klubu MŠK Žilina od léta 2015 na hostování v TJ Stráža.

## Klubová kariéra
Odchovanec MFK Zemplín Michalovce odešel v dorosteneckém věku do MŠK Žilina. V srpnu 2010 šel z rezervního týmu Žiliny hostovat společně s Oliverem Práznovským do klubu MŠK Rimavská Sobota. Poté působil na hostování i v týmu FK Raven Považská Bystrica.
Ve slovenské nejvyšší lize debutoval v dresu Žiliny ve svých 23 letech 24. listopadu 2013 v 18. ligovém kole proti mistrovskému Slovanu Bratislava. Trenér Žiliny Adrián Guľa postrádal zkušenou stoperskou dvojici Serge Akakpo a Jozef Piaček, kterou nahradil Perextou a teprve sedmnáctiletým Denisem Vavrou. Žilina podlehla na hřišti soupeře Slovanu 1:2.

## Reprezentační kariéra
Perexta odehrál dva zápasy za slovenskou reprezentaci do 18 let, oba proti Slovinsku, kde nastoupil na postu levého obránce.